# Clastogène

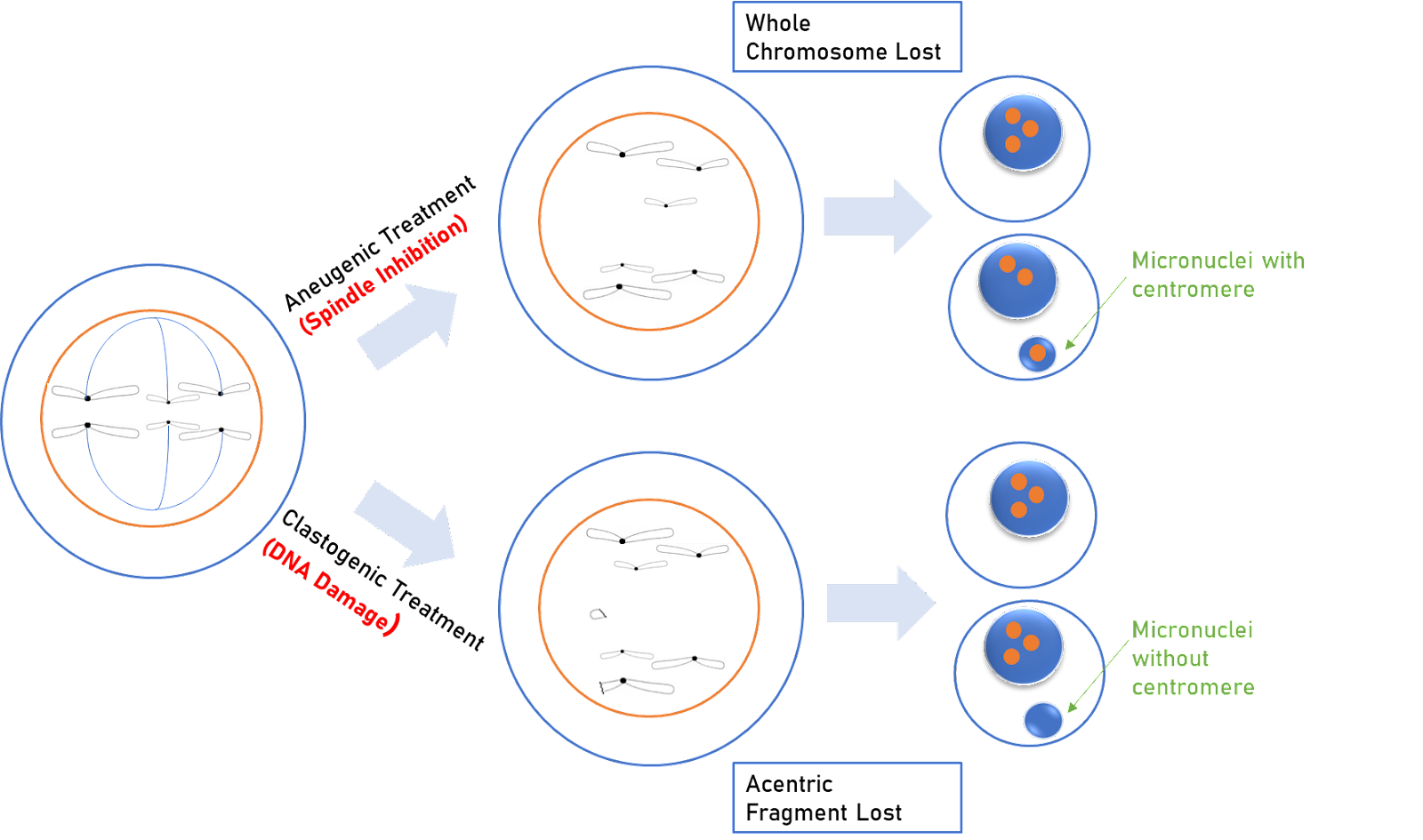
Figure comparant les effets de l'exposition à des agents génotoxiques (aneugènes et clastogènes) sur l'ADN. Les aneugènes induisent une mauvaise ségrégation des chromosomes dans les cellules filles, tandis que les clastogènes cassent l'ADN et les chromosomes.

Un clastogène est une substance génotoxique susceptible de provoquer des ruptures dans une molécule d’ADN, c'est-à-dire une aberration chromosomique.